# 제이슨 게드릭
제이슨 게드릭(Jason Gedrick, 1965년 2월 7일 ~ )은 미국의 배우이다.

## 출연 작품

### 드라마
- 회색게임

### 영화
- 아이언 이글